# Estadio Alberto Buitrago Hoyos
El Estadio Alberto Buitrago Hoyos es el estadio de fútbol de la ciudad de Florencia, capital del Departamento de Caquetá (Colombia). Tiene una capacidad de seis mil espectadores en gradería y además cuenta con pista atlética, puerta de maratón, camerinos, iluminación nocturna y cabinas de transmisión radial.
Este escenario deportivo está localizado cerca del centro de la ciudad sobre la Avenida Paseo de los Fundadores, una de las principales vías arterias de Florencia. Allí se han realizado diversos espectáculos y celebraciones como el Festival El Colono de Oro, Festival Folclórico de Florencia y Festival San Pedro en el Caquetá. Actualmente es gestionado por el Instituto Departamental de Cultura, Deporte y Turismo del Caquetá.
Fue construido en 1963 gracias al apoyo y esfuerzo del Padre Juan Viessi, misionero consolato apasionado por el deporte. Su nombre se debe a Alberto Buitrago Hoyos, amigo personal del gestor de su construcción y político caqueteño que impulsó el deporte en el Departamento.
Fue el estadio donde jugó sus partidos de local el Fiorentina de Florencia en su breve estancia en la Primera B, y desde 2011 el Caquetá F. C., luego de una pausa desde los años 1990. A principios del año 2018 el estadio  empieza su remodelación con mejoras en el césped y aumento de graderías.   .